# هوهانس تادئوسیان
هوهانس کاراپتی تادئوسیان (ارمنی: Հովհաննես Կարապետի Թադևոսյան (Տեր-Թադևոսյան)؛ زاده ۱ مارس ۱۸۸۹ - درگذشته ۳ ژوئیهٔ ۱۹۷۴) نقاش اهل ارمنستان بود.

## زندگی‌نامه
وی در ۱ مارس ۱۸۸۹ در ایروان در به دنیا آمد و از مدرسه نقاشی، مجسمه‌سازی و معماری مسکو (۱۹۱۶) و وتماس فارغ‌التحصیل گشت.  وی در ۳ ژوئیهٔ ۱۹۷۴ در سن ۸۵ سالگی در مسکو درگذشت.